# Jack Sholder
Jack Sholder (ur. 8 czerwca 1945 w Filadelfii w stanie Pensylwania, USA) – amerykański reżyser i scenarzysta filmowy.
Znany jako twórca filmów grozy. W 1987 roku nominowany był do nagrody Saturna w kategorii najlepszy reżyser, jako twórca fantastycznonaukowego horroru Ukryty (The Hidden, 1987). Wyreżyserował także, m.in., kultowy Koszmar z ulicy Wiązów II: Zemstę Freddy’ego (A Nightmare on Elm Street 2: Freddy's Revenge, 1985) oraz Władcę życzeń II (Wishmaster 2: Evil Never Dies, 1999), zmontował niesławne (z powodu obecności na liście „video-nasty”) Podpalenie (The Burning, 1981).
Obecnie pracuje jako wykładowca na Western Carolina University w Cullowhee w Karolinie Północnej.

## Filmografia reżyserska (wybór)
- Alone in the Dark (1982)
- Koszmar z ulicy Wiązów II: Zemsta Freddy’ego (A Nightmare on Elm Street 2: Freddy's Revenge, 1985)
- Ukryty (The Hidden, 1987)
- Renegaci (Renegades, 1989)
- Śmierć przychodzi o świcie (By Dawn's Early Light, 1990)
- Władca życzeń II (Wishmaster 2: Evil Never Dies, 1999)
- Supernova (2000) (poza czołówką)